# Vang Haj-pin
Vang Haj-pin (Wang Haibin) (egyszerűsített kínai írással: 王海滨) (Nanning, 1973. december 15. –) olimpiai és világbajnoki ezüstérmes kínai tőrvívó, edző.